# Peruíbe
Peruíbe este un oraș în São Paulo (SP), Brazilia.

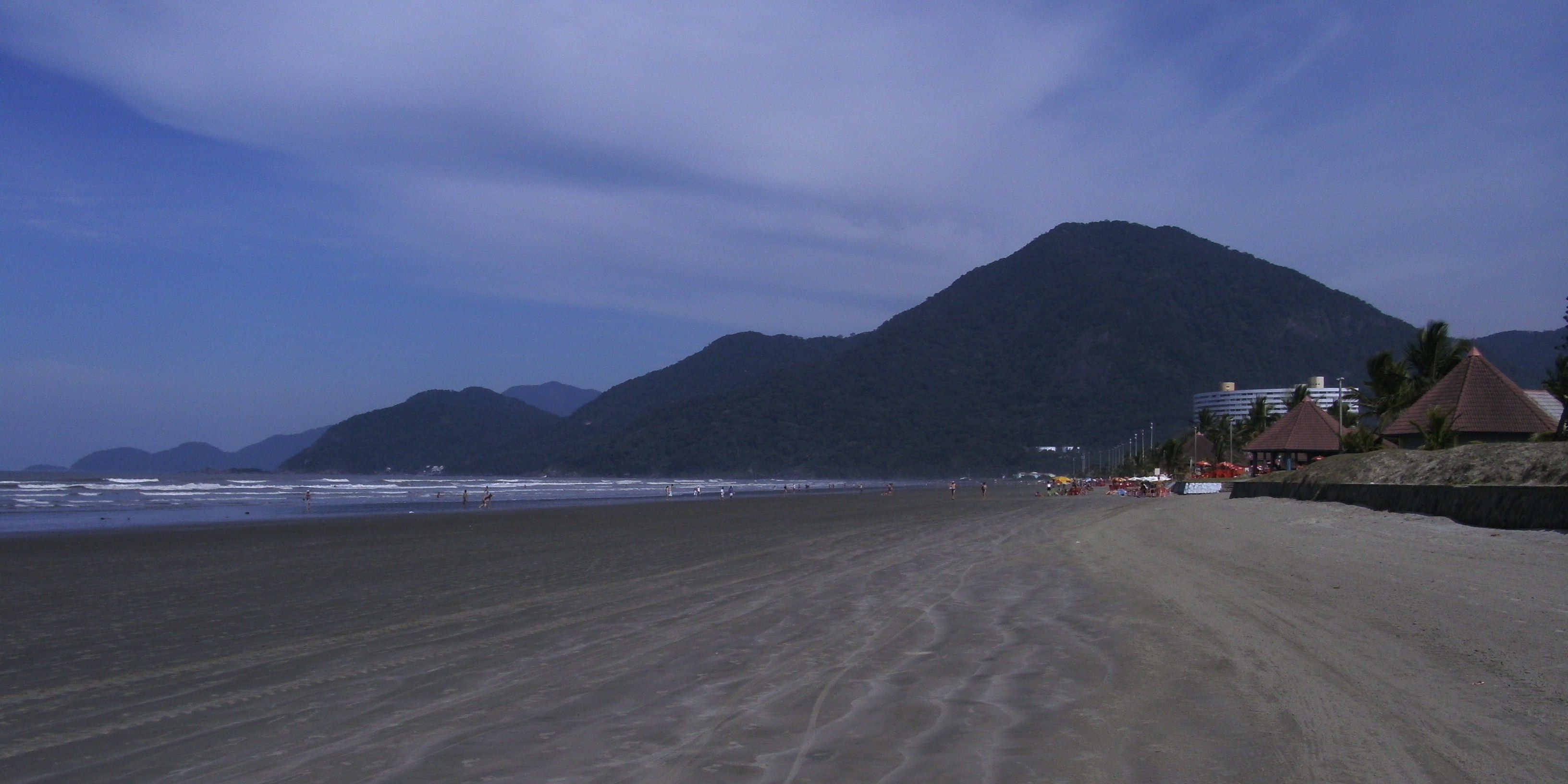
Praia de Peruíbe